# Španie Pole
Španie Pole – wieś (obec) na Słowacji położona w kraju bańskobystrzyckim, w powiecie Rymawska Sobota. Pierwsze wzmianki o miejscowości pochodzą z roku 1301. 
Według danych z dnia 31 grudnia 2012, wieś zamieszkiwały 83 osoby, w tym 43 kobiety i 40 mężczyzn.
W 2001 roku rozkład populacji względem narodowości i przynależności etnicznej wyglądał następująco:
- Słowacy – 82,65%
- Czesi – 1,02%
- Romowie – 6,12%
- Węgrzy – 7,14%

Ze względu na wyznawaną religię struktura mieszkańców kształtowała się w 2001 roku następująco:
- Katolicy rzymscy – 23,47%
- Ewangelicy – 62,24%
- Ateiści – 9,18%
- Nie podano – 5,1%